# Ritiro delle Teresiane di Torre del Greco
Il ritiro delle Teresiane di Torre del Greco è una struttura di rilievo storico di Napoli, ubicata in salita San Raffaele 3, nel rione Materdei, al confine tra i quartieri Stella e Avvocata.

## Storia
La chiesa e il monastero furono fondati dalle suore teresiane a seguito dell'eruzione vulcanica del Vesuvio del 1794 che distrusse il loro originario convento, sito non molto distante dalla capitale, a Torre del Greco, e fondato nel 1685.
Grazie all'aiuto del barone di Castro in Puglia Gennaro Rossi e poi di suo nipote Giovan Battista, che gli successe nel 1804, le suore ottennero una nuova sede dove potersi trasferire.
Nel monastero fu istituito un educandato per giovani ragazze, il cui regolamento fu approvato da Ferdinando II di Borbone nel 1854.
Il monastero, lasciato in disuso, nel settembre 2009 è stato occupato abusivamente dal centro sociale di ispirazione fascista CasaPound, ma dopo una mobilitazione da parte dei centri sociali nel mese di dicembre è stato sgomberato.
Dopo un sopralluogo effettuato dal Comune nel novembre 2011, dal 2012 è la sede di un gruppo di associazioni di quartiere che gestisce la struttura, da loro ribattezzata Giardino Liberato di Materdei.

## Descrizione
La chiesa, dedicata all'Immacolata Concezione, è a navata unica con volta a botte e cupola. L'interno, ricco di decorazioni neoclassiche, non presenta opere d'arte.
La sua facciata è caratterizzata da un portale sormontato da una trabeazione, ai lati vi si trovano due coppie di paraste ioniche, posizionate sui basamenti in piperno che concludono con un timpano triangolare. Sul portale è presente una lapide che riporta l'intervento dei baroni Rossi nell'edificazione del ritiro.
Il gran portale del conservatorio è in piperno.
L'intera struttura versa in condizioni non ottimali di conservazione e necessita di un restauro generale, a partire dall'esterno che non presenta più intonaco.